# Leucandra barbata
Leucandra barbata är en svampdjursart som först beskrevs av Duchassaing och Giovanni Michelotti 1864.  Leucandra barbata ingår i släktet Leucandra och familjen Grantiidae. Inga underarter finns listade i Catalogue of Life.